# Lemna turionifera
La lenteja de agua (Lemna turionifera) es una especie de plantas de la familia Lemnaceae, dentro del orden Alismatales. El nombre del género Lemna hace referencia a charcos estancados o pantanos, la especie, L. turionfera, proviene del latín “turio”, vástago o retoño.

## Clasificación y descripción
Planta perteneciente a la familia Araceae, antes dentro de su propia familia Lemnaceae. Plantas acuáticas, flotando libremente en el agua, por debajo o sobre la superficie; frondas sésiles o con estípites cortos, obovadas a elípticas con entre 3 y 5 nervaduras generalmente conspicuas, ápice con margen entero; esta especie se diferencia de otras por sus frondas con papilas conspicuas a lo largo de la nervadura principal.

## Distribución
Su distribución abarca desde Canadá hasta el norte de México, en Europa y Asia; en México se ha registrado solo en Baja California.

## Hábitat
Habita en canales y zanjas; se ha registrado a 2100 m s. n. m.

## Estado de conservación
En México se cataloga bajo “protección especial” en la NOM-059-SEMARNAT-2010, es una especie poco común, no se tienen registros en herbarios mexicanos; esta especie aún no ha sido evaluada por la Lista Roja de Especies Amenazadas.